# Batalla de la península de Kerch
La batalla de la península de Kerch, que comenzó con la operación de desembarco Kerch-Feodosia soviética (en ruso: Керченско-Феодосийская десантная операция) y terminó con la operación alemana Caza de la Avutarda (en alemán: Unternehmen Trappenjagd), fue una batalla de la Segunda Guerra Mundial entre la Wehrmacht y el Ejército Rojo en la península de Kerch, en la parte oriental de la península de Crimea. Comenzó el 26 de diciembre de 1941 con una operación de desembarco de dos ejércitos de campaña soviéticos con la intención de romper el Sitio de Sebastopol. Las fuerzas del Eje primero contuvieron la cabeza de playa soviética durante todo el invierno y cortaron sus líneas de suministro navales mediante bombardeos aéreos. De enero a abril, el Frente de Crimea lanzó repetidas ofensivas contra el 11.º Ejército, todas las cuales fracasaron con grandes pérdidas. El Ejército Rojo perdió 352 000 hombres en los ataques, mientras que el Eje sufrió únicamente 24 120 bajas. La superior potencia de fuego de la artillería alemana fue en gran parte responsable de la debacle soviética.
El 8 de mayo de 1942, el Eje atacó con gran fuerza en una importante contraofensiva con nombre en código Trappenjagd que concluyó alrededor del 19 de mayo, con la liquidación de las fuerzas de defensa soviéticas. Manstein utilizó una gran concentración de poder aéreo, divisiones de infantería fuertemente armadas, bombardeos concentrados de artillería y asaltos anfibios para romper la línea del frente soviético en su parte sur en 210 minutos, giró hacia el norte con la 22.ª División Panzer para rodear al 51.º Ejército soviético el 10 de mayo y aniquilarlo al día siguiente. Los restos de los 44.° y 47.º ejércitos soviéticos fueron perseguidos hasta Kerch, donde, antes del 19 de mayo, los últimos focos de resistencia organizada fueron destruidos mediante una enorme concentración de fuego de artillería y de ataques aéreos alemanes. El elemento decisivo de la victoria alemana fue la campaña de bombarderos emprendida por los 800 aviones del VIII Fliegerkorps, al mando de Wolfram von Richthofen que realizó un promedio de 1500 salidas de combate al día y constantemente atacó posiciones de campo soviéticas, unidades blindadas, columnas de tropas, buques de evacuación médica, aeródromos y líneas de suministro. Los bombarderos alemanes utilizaron hasta 6000 latas de bombas antipersonales SD- 2 y bombas de racimo para matar en masas a los soldados de infantería soviéticos que huían.
El 11.º Ejército de Manstein, a pesar de encontrarse en una clara inferioridad numérica, sufrió únicamente 7588 bajas, mientras que el Frente de Crimea perdió 176 566 hombres, 258 tanques, 1133 piezas de artillería y 315 aviones de tres ejércitos que comprendían veintiún divisiones. Las bajas soviéticas totales durante la batalla de cinco meses de duración ascendieron a 570 000 hombres, mientras que las pérdidas del Eje fueron de apenas 38 000 soldados. Trappenjagd fue una de las batallas inmediatamente anteriores a la ofensiva de verano alemana (véase Fall Blau). Su exitosa conclusión permitió al Eje concentrar todas sus fuerzas en Sebastopol, que fue conquistada en seis semanas. Lo cual permitió que la península de Kerch fuera utilizada como plataforma de lanzamiento por las fuerzas alemanas para cruzar el estrecho de Kerch el 2 de septiembre de 1942 durante la Operación Blücher II, una parte de la campaña alemana para capturar los campos petrolíferos del Cáucaso.

## Antecedentes
El 8 de diciembre de 1941, el Cuartel General del Mando Supremo (Stavka), ordenó al Frente Transcaucásico del teniente general Dmitri Kozlov que comenzara a planificar una gran operación para cruzar el Estrecho de Kerch y unirse con el Ejército Costero Independiente soviético, que en ese momento defendía la sitiada ciudad de Sebastopol. El objetivo principal de dicho desembarco sería no solo levantar el sitio de Sebastopol, sino liberar toda la península de Crimea. La ambiciosa operación, la primera gran operación anfibia en la historia soviética, se basó en la creencia de Iósif Stalin en un inminente colapso de la Wehrmacht alemana. El plan fue elaborado por el jefe de Estado Mayor del Frente Transcaucasiano, el mayor general Fiódor Tolbujin.
El plan final redactado por Tolbujin era demasiado complejo para las limitadas capacidades del Ejército Rojo y la Armada soviética. Estaba basado en una serie de pequeños desembarcos anfibios en lugares separados y en momentos distintos, en lugar de un único gran desembarco. Cinco grupos de transporte de la Flotilla del Azov, al mando del contraalmirante Serguéi Gorshkov, desembarcarían 7500 soldados de la 224.ª División de Fusileros y la 302.ª División de Fusileros de Montaña del 51.º Ejército en ocho playas separadas al norte y al sur de Kerch. Después de que los alemanes enviaran sus escasos refuerzos a estas zonas, el 44.º Ejército desembarcaría en Feodosia en la retaguardia alemana, en lo que sería el desembarco principal. La Flota del Mar Negro estaba encargada de proporcionar el apoyo de fuego naval. Mientras que las Fuerzas Aéreas Soviéticas contribuirían proporcionando cobertura aérea desde la cercana península de Tamán. El Alto Mando soviético tenía los transportes de hombres y tropas necesarios para realizar la operación, pero se vieron obligados a utilizar arrastreros de pesca para los desembarcos, debido a la falta de lanchas de desembarco. Además, tenían poca experiencia en operaciones conjuntas a gran escala y se vieron obstaculizados por el tormentoso clima invernal.
Un avión de reconocimiento alemán Messerschmitt Bf 110 descubrió la acumulación de fuerzas navales soviéticas e informó al cuartel general del XXXXII Cuerpo de Ejército del teniente general Hans Graf von Sponeck. Este emitió una alerta general de desembarco anfibio enemigos en la península de Kerch. Sin embargo, el grueso de las unidades de Sponeck habían sido transferidas para el asalto a Sebastopol y solo tenía disponible la 46.ª División de Infantería bajo el mando del teniente general Kurt Himer, quien había asumido dicho puesto el 17 de diciembre. Disponía, así mismo de dos batallones de artillería costera equipados con piezas de artillería obsoletas de la Primera Guerra Mundial, un regimiento de combate de ingenieros y un batallón antiaéreo de la Luftwaffe. La 46.ª División de Infantería, en su mayor parte, estaba sobreextendida manteniendo un amplio frente de más de 100 kilómetros a lo largo de la costa de toda la península de Kerch en previsión de posibles desembarcos soviéticos. La única reserva adicional que tenía Sponeck disponible era la 8.ª Brigada de Caballería rumana estacionada cerca de Alushta.
En la noche del 25 de diciembre de 1941 la 224.ª División de Fusileros soviéticos y la 83.ª Brigada de Infantería Naval embarcaron en pequeños navíos en la península de Tamán y comenzaron a cruzar el estrecho de Kerch.

## Desarrollo de las operaciones

### Desembarco en Kerch, del 26 al 28 de diciembre

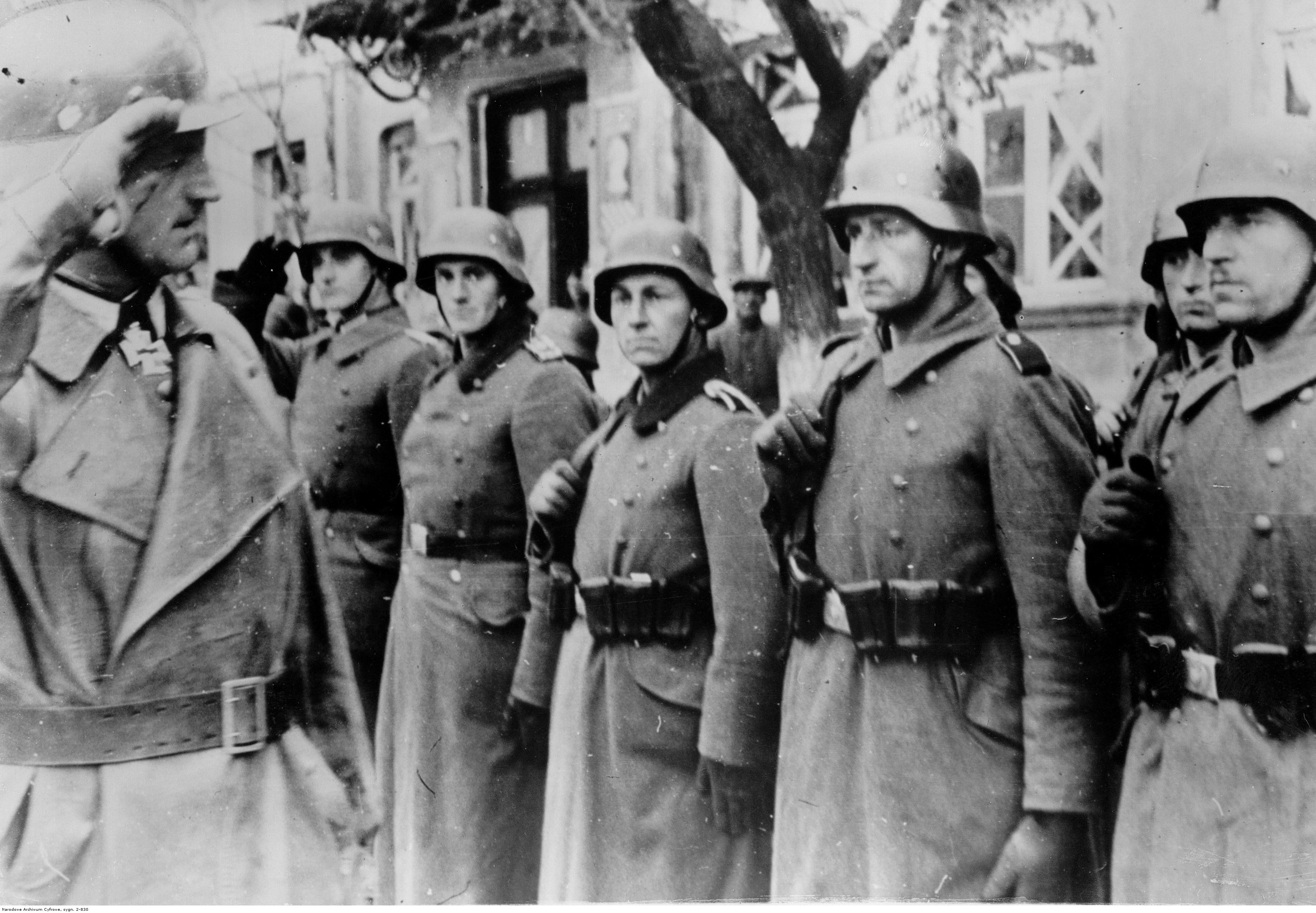
Soldados alemanes en Kerch, noviembre de 1941

El segundo grupo desembarcó en el cabo Jroni, al noreste de Kerch. Consistía en la cañonera Don, los transportes Krasny Flot y Pyenay, un remolcador, dos barcazas a motor que transportaban tres tanques ligeros T-26 y algunas piezas de artillería, y dieciséis arrastreros de pesca. Los botes balleneros fueron sustituidos por lanchas de desembarco, lo que provocó que los desembarcos fueran tediosamente lentos y ocasionó la pérdida de algunos hombres y equipo. 697 hombres del 2.º Batallón del 160.º Regimiento de Fusileros desembarcaron en cabo Jroni a las 06:30h del 26 de diciembre y muchos se ahogaron debido a las grandes olas que azotaban la playa o quedaron incapacitados para el combate debido a la hipotermia. Otro batallón de fusileros desembarcó en Jroni ese mismo día con un pelotón de tanques T-26 y piezas de artillería ligera.
En el cabo Zyuk 290 soldados desembarcaron en seis horas pero algunos navíos naufragaron debido a la playa rocosa. En cabo Tarhan, solo dieciocho soldados llegaron a la playa de la fuerza de desembarco del Grupo 3 de los 1000 hombres previstos inicialmente debido a la falta de botes balleneros. Al oeste del cabo Jroni en la bahía de Bulganak, la flotilla de Azov desembarcó 1452 hombres, tres tanques T-26, dos obuses de 76 mm y dos cañones antitanques de 45 mm. Dos desembarcos más en Kazantip Point y Yenikale fueron abortados debido al clima tormentoso. Al mediodía el Ejército Rojo apenas tenía 3000 hombres ligeramente armados en tierra al norte de Kerch en cinco cabezas de playa separadas entre sí, sin capacidad para apoyarse mutuamente. La resistencia alemana fue mínima al principio, pero a las 10:50h bombarderos medianos He 111 y bombarderos en picado Ju 87 Stuka comenzaron a atacar las fuerzas de desembarco soviéticas. El carguero Voroshilov en cabo Tarhan fue bombardeado y hundido con 450 soldados a bordo. Un barco con 100 hombres del Grupo 2 fue bombardeado y se hundió frente al cabo Zyuk. Al carecer de radios, las formaciones soviéticas ligeramente armadas y medio congeladas situadas al norte de Kerch, avanzaron únicamente un kilómetro tierra adentro antes de detenerse debido a los cada vez más intensos contraataques alemanes. Los comandantes de regimiento soviéticos, con poca o ninguna comunicación con el cuartel general, decidieron esperar los refuerzos previstos que se retrasaron durante tres días debido al clima invernal desfavorable y nunca llegaron a tiempo para ayudarlos.
La 302.ª División de Fusileros de Montaña desembarcó en Kamysh Burun al sur de Kerch y se topó con una resistencia alemana extremadamente eficaz. Dos batallones alemanes del 42.º Regimiento de Infantería del coronel Ernst Maisel mantuvieron fuertes posiciones defensivas en terrenos elevados que dominaban las playas de arena. El desembarco de las 05:00h fue detenido por un nutrido fuego de ametralladoras MG 34, disparos de morteros y de artillería ligera que impidió que los botes balleneros y los arrastreros de pesca avanzaran hasta la playa. El 2.º Batallón del 42.º Regimiento de Infantería destruyó un desembarco soviético en Eltigen. Una compañía de infantería naval soviética desembarcó en Stary Karantin, pero fue aniquilada por un contraataque del 1.er Batallón del 42.º Regimiento de Infantería del mayor Karl Kraft. La segunda oleada desembarcó a las 07:00h y también fue rechazada. Las tropas soviéticas tomaron el muelle de Kamysh Burun, lo que posibilitó que la tercera oleada desembarcara allí y estableciera un punto de apoyo por la tarde. La Luftwaffe hundió varios barcos en alta mar y solo 2175 soldados de los 5200 efectivos iniciales de la fuerza de desembarco de Kamysh Burun fueron capaces de llegar a tierra.

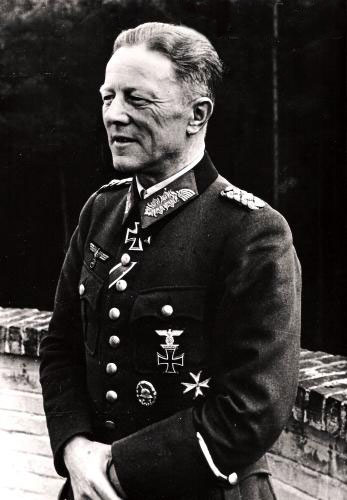
Generalleutnant Hans Graf von Sponeck

A las 06:10h de ese mismo día el teniente general Kurt Himer ya estaba al tanto de los desembarcos, pero no estaba seguro de cuál era el punto principal del esfuerzo soviético, debido a la naturaleza desunida de las fuerzas soviéticas. Ordenó al 72.º Regimiento de Infantería del coronel Friedrich Schmidt que aniquilara a los enemigos que habían tomado tierra en el cabo Jroni, pero carecía de las tropas  necesarias para hacer frente a las formaciones de la bahía de Bulganak y del cabo Zyuk. Debido a ello, Himer tuvo que improvisar ordenando a una compañía del cuartel general, al 3.er Batallón del 97.º Regimiento de Infantería y a una batería de artillería de 105 mm que detuviera el desembarco del cabo Zyuk. A medianoche el 37.º Regimiento de infantería tenía su 1.er y 3.er Batallón y dos baterías de artillería en posición para lanzar un contraataque que debía realizarse al día siguiente. A las 13:50h del 26 de diciembre, el 72.º Regimiento informó que un oficial soviético capturado en la zona de cabo Jroni había revelado el alcance real del plan soviético, es decir desembarcar 25 000 soldados en Kerch. Himer actuó con decisión y decidió traer el 2.º Batallón del 97.º Regimiento desde Feodosia también para aplastar la fuerza soviética situada en el cabo Zyuk con toda la fuerza del 97.º Regimiento. Mientras tanto el 42.º Regimiento contendría los desembarcos de Kamysh Burun hasta que las fuerzas soviéticas del norte fueran destruidas. Una unidad mixta compuesta por ingenieros de infantería, artillería y otras unidades de combate se encargaría del desembarco en la bahía de Bulganak. El comandante del cuerpo de ejército, el teniente general Sponeck, solicitó permiso para utilizar la 8.ª Brigada de Caballería rumana para reforzar a Himer.

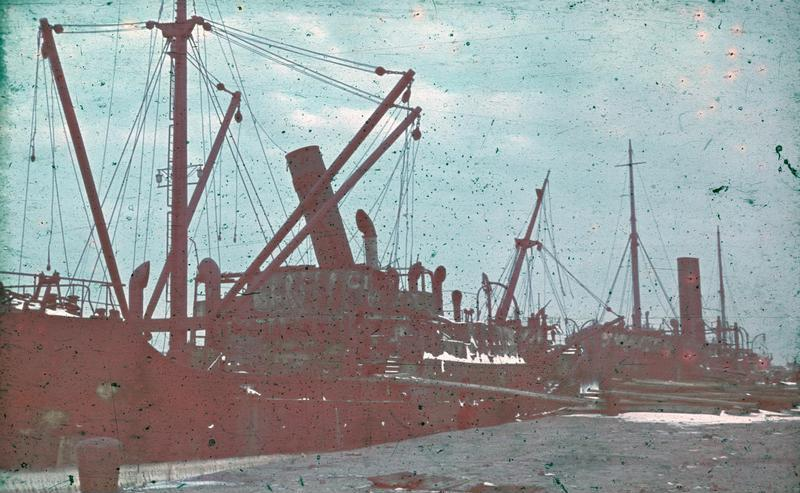
Buque de carga en el puerto de Kerch controlado por los alemanes en el invierno de 1941.

El contraataque contra Zyuk no se inició hasta las 13:00h del 27 de diciembre debido a las carreteras embarradas. La cabeza de playa era plana, carecía de vegetación y no ofrecía cobertura alguna para ninguno de los dos bandos. El 2.° Batallón de la 83.ª Brigada de Infantería Naval soviética observó el despliegue alemán y lanzó un ataque inmediato con tres tanques T-26 y varias compañías de infantería. Un cañón antitanque alemán 3,7 cm PaK 36 disparó cuarenta y dos rondas y dejó fuera de combate a los tres blindados soviéticos. Varios bombarderos alemanes aparecieron para apoyar a la infantería y ayudaron a rechazar a la infantería naval soviética de regreso a la cabeza de playa, pero los alemanes se vieron obligados a posponer su ataque principal hasta el día siguiente. Al amanecer, dos batallones de infantería del 97.º Regimiento atacaron la posición soviética, apoyados por dos obuses de 10,5 cm. Una compañía de ingenieros de combate bloqueó la ruta de escape soviética hacia el este. La posición defensiva soviética quedó irremediablemente expuesta. Seis bombarderos He 111 y algunos Stukas bombardearon a las tropas soviéticas, después de un intenso combate las defensas soviéticas fueron finalmente destruidas y a las 12:00h los alemanes llegaron a la playa. Varios soldados soviéticos siguieron luchando mientras estaban sumergidos en el agua hasta la cintura, sin embargo su valiente resistencia se vino abajo al anochecer, 458 de ellos fueron capturados y unos 300 murieron. El 97.º Regimiento de Infantería sufrió solo cuarenta bajas entre muertos y heridos en los dos días de intensos combates que les llevó destruir la cabeza de playa en Cabo Zyuk. El 28 de diciembre, la cabeza de playa en cabo Jroni también fue aniquilada por el 72.º Regimiento, únicamente doce hombres consiguieron escapar nadando hacia un lugar seguro. La división de Himer capturó 1700 prisioneros y solo quedó la fuerza soviética de 1000 efectivos en la bahía de Bulganak, junto con la cabeza de playa de Kamysh Burun y algunos focos aislados de resistencia en el interior.

### Desembarco en Feodosia, del 29 de diciembre al 2 de enero
Feodosia, una ciudad de tamaño medio con una población de 28 000 habitantes antes de la guerra, estaba ligeramente defendida por dos batallones de artillería costera y 800 ingenieros de combate bajo el mando del Oberstleutnant Hans von Ahlfen, que en ese momento estaban en pleno proceso de reacondicionamiento tras las pérdidas sufridas durante el asalto a Sebastopol. Las unidades de artillería tenían diecisiete obuses alemanes y checos obsoletos de la Primera Guerra Mundial de 15 cm y cuatro obuses de 10 cm. Los ingenieros solo contaban con armas pequeñas. Se suponía que una barrera en la entrada del puerto impediría el acceso al puerto al enemigo, pero se había dejado abierta por negligencia. El 3.º regimiento de caballería motorizado rumano de Rosiori estaba en reserva cerca de Feodosia, además otras dos brigadas rumanas de infantería y caballería de montaña estaban a medio camino en dirección a Kerch para destruir los desembarcos soviéticos que allí se habían producido.
El 44.º Ejército soviético comenzó a embarcar hombres y equipo a las 13:00h del 28 de diciembre en la flota de invasión en Novorosíisk, que constaba de dos cruceros ligeros, ocho destructores, catorce transportes y docenas de pequeñas embarcaciones. A las 17:30h, la vanguardia de esta fuerza naval compuesta por el crucero Krasny Kavkaz, los destructores de la clase Fidonisy Shaumyan, Zhelezniakov y Nezamozhnik y varios botes patrulleros y dragaminas se dirigieron a Feodosia, en ese momento el clima era relativamente favorable lo que permitía que los buques avanzaran a velocidades de hasta 16 nudos. Las tropas soviéticas estuvieron expuestas a un clima helado y sufrieron hipotermia y mareos. Dos submarinos soviéticos esperaban sobre la superficie en el puerto de Teodosia para marcar la entrada del puerto con luces. A las 03:50h del 29 de diciembre los destructores soviéticos Shaumyan y Zhelezniakov se presentaron en Feodosia, dispararon proyectiles de estrellas para facilitar la iluminación de la zona e iniciaron un bombardeo de trece minutos contra las defensas alemanas. Cuatro pequeños barcos de guardia de clase MO que transportaban a sesenta soldados de infantería aseguraron el faro en el muelle del puerto. Los soldados de infantería navales, dirigidos por el teniente Arkady F. Aydinov, capturaron dos cañones antitanque Pak 36 de 3,7 cm y lanzaron bengalas verdes para indicar que todo estaba dispuesto para que las fuerzas de seguimiento continuaran con la operación. Los artilleros alemanes del II./AR 54 se enfrentaron a las lanchas patrulleras soviéticas sin alcanzarlas. A partir de las 04:26h, el destructor Shaumyan desembarcó una compañía de infantes de marina en apenas veinte minutos en el puerto, poco después los destructores Zhelezniakov y Nyezamozhnik desembarcaron más refuerzos, a pesar de la rapidez y decisión de la acción el Shaumyan resultó dañado por el fuego de artillería alemana.

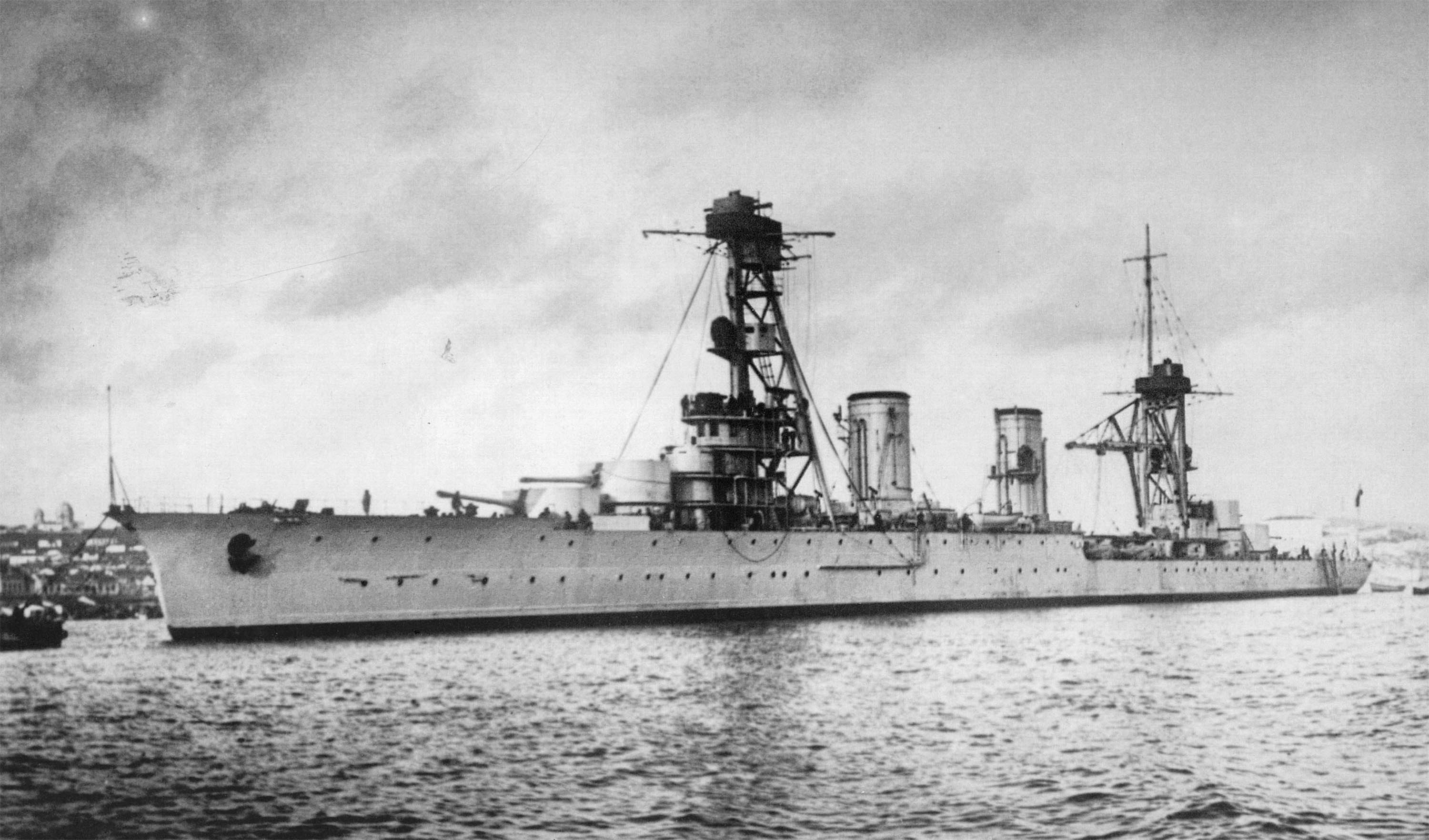
Crucero soviético Krasny Kavkaz

A las 05:00h el crucero Krasny Kavkaz comenzó a desembarcar en el muelle 1853 soldados del 633.º Regimiento de Fusileros de la 157.ª División de Fusileros. Los alemanes concentraron todo su fuego en el crucero, alcanzandolo diecisiete veces y provocaron un incendio en su torreta número 2. El Krasny Kavkaz respondió con sus baterías de 180 mm, desembarcó sus tropas en tres horas y luego partió del puerto. Por la mañana, la Luftwaffe apareció en el campo de batalla y hundió un dragaminas y un bote patrullero, pero perdió la oportunidad de detener el desembarco de la fuerza principal. A las 07:30h, los soviéticos tenían el control total del puerto y comenzaron a desembarcar artillería y vehículos, una vez completados los desembarcos se abrieron camino a través de la ciudad y, a las 10:00h, los alemanes huyeron después de una breve lucha. En una operación rápidamente ejecutada, los soviéticos desembarcaron 4500 soldados por la mañana y partes de tres divisiones estaban en tierra al final del día. Sponeck ordenó inmediatamente a la 8.ª Brigada de Caballería y a la 4.ª Brigada de Montaña rumanas que dieran media vuelta y tomaran posiciones defensivas alrededor de la cabeza de puente en Feodosia, así mismo pidió permiso al comandante del 11.° Ejército, el General der Infanterie Erich von Manstein, para retirar la 46.ª División de Infantería de Kerch con el objetivo de evitar su cerco, pero se negó y ordenó a Sponeck que expulsara al enemigo al mar, para cumplir su misión le proporcionó refuerzos en forma de un grupo de batalla (kampfgruppe en terminología alemana) formado por parte de la 73.ª División de Infantería y toda la 170.ª División de Infantería, que debía aplastar la fuerza de desembarco soviética en Feodosia. Luego, Sponeck desobedeció las órdenes recibidas, cortó el contacto con el cuartel general del 11.º Ejército y, a las 08:30h del 29 de diciembre, ordenó a la 46.ª División de Infantería que se retirara al oeste de Kerch para evitar el cerco y la posterior destrucción de las tropas bajo su mando. La orden de Sponeck fue muy controvertida por varias razones, es cierto que no había suficientes fuerzas alemanas en Feodosia para detener los avances soviéticos, pero había 20 000 tropas rumanas en las cercanías y fuertes refuerzos alemanes en camino. Dos brigadas rumanas lanzaron un contraataque el 30 de diciembre, pero fueron derrotadas en gran parte debido al insuficiente apoyo aéreo y de artillería.
La 46.ª División de Infantería se retiró 120 kilómetros en medio de una fuerte tormenta de nieve en dos días del 30 al 31 de diciembre, la apresurada retirada obligó a abandonar varios vehículos y piezas de artillería por falta de combustible. Moviéndose desde Feodosia, la 63.ª División de Fusileros de Montaña soviética estableció un control de carretera en la mañana del 31 de diciembre y, después de un breve combate, la 46.ª tomó un desvío campo a traviesa a través de una estrecha brecha de diez kilómetros entre las unidades soviéticos y el mar de Azov. De esta manera evitó el cerco, pero sufrió pérdidas moderadas de equipo e importantes bajas de personal, posteriormente estableció una nueva línea defensiva al este de Kirovskoye. El 31 de diciembre, 250 paracaidistas soviéticos saltaron de dieciséis bombarderos Túpolev TB-3 para cerrar la brecha entre el Ejército Rojo y el mar de Azov por donde se había colado la 46.º División, los bombarderos no eran adecuados para realizar operaciones aéreas, por lo que los paracaidistas soviéticos cayeron en una zona muy amplia y estaban demasiado dispersos para poder realizar una acción decisiva. Causaron cierta preocupación en el cuartel general del XXXXII Cuerpo debido a la oscuridad, que ocultó el carácter limitado de la operación. Sponeck fue relevado del mando el 29 de diciembre por insubordinación y tres semanas después fue sometido a un consejo de guerra en Alemania. Fue reemplazado por el comandante de la 72.ª División de Infantería, el General der Infanterie Franz Mattenklott. El comandante en jefe del Grupo de Ejércitos Sur, el Generaloberst Walter von Reichenau, ordenó que «debido a su débil reacción al desembarco soviético en la península de Kerch, así como a su precipitada retirada de la península, por la presente declaro la pérdida de honor militar de la 46.ª División de Infantería. Las condecoraciones y ascensos están en suspenso hasta que se anulen». El 31 de diciembre la 302.ª División de Montaña soviética atacó desde su cabeza de puente de Kamysh Burun con el objetivo de capturar Kerch después de la retirada de la 46.ª División de Infantería. Para el 1 de enero de 1942, el 51.º Ejército tenía cuatro divisiones de fusileros en tierra y con estas unidades fue capaz de liberar el este de la península de Kerch.

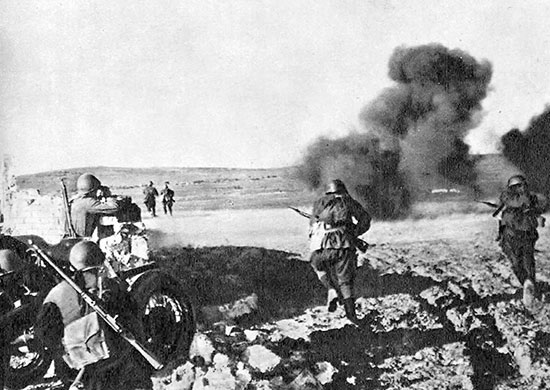
Tropas soviéticas durante la Batalla de la península de Kerch en 1942

El 1 de enero de 1942 el XXXXII Cuerpo de Ejército había establecido una línea defensiva a veinte kilómetros al oeste de Feodosia. El kampfgruppe Hitzfeld, al mando de Otto Hitzfeld, llegó con el 213.º Regimiento de Infantería de la 73.ª División de Infantería, un batallón de artillería, un batallón de cañones antitanques (el Panzerjäger-Abteilung 173), cuatro cañones de asalto StuG III y un destacamento antiaéreo. La 236.ª División de Fusileros soviética atacó a la 4.ª Brigada de Montaña rumana y ganó terreno. Los soviéticos avanzaron solo diez kilómetros en tres días después de desembarcar en Feodosia. El 29 de diciembre. Manstein criticó su incapacidad para aislar a la 46.ª División de Infantería y destruir las brigadas rumanas como una oportunidad soviética perdida para destruir todo el 11.° Ejército. El 1 de enero el 44.° Ejército había desembarcado 23 000 soldados integrados en tres divisiones de fusileros, pero esto fue insuficiente para posteriores operaciones ofensivas sostenidas contra Manstein. Un ataque de la infantería soviética apoyado por varios tanques contra el cuartel general de XXXXII Cuerpo de Ejército en Kirovskoye fracasó después de que dieciséis tanques ligeros T-26 fueran destruidos por el recién llegado Panzerjäger-Abteilung 173. Para el 2 de enero, los intentos posteriores del Ejército Rojo de ampliar su cabeza de puente en Feodosia fracasaron y las operaciones de combate del 44.º Ejército degeneraron en una defensa estática.
Los desembarcos soviéticos evitaron la caída de Sebastopol y consiguieron recuperar temporalmente la iniciativa, pero no lograron su objetivo principal de levantar el asedio de Sebastopol. Además, las pérdidas fueron elevadas estas bajas de las fuerzas soviéticas involucradas en la operación de desembarco Kerch-Feodosia, desde el 26 de diciembre de 1941 hasta el 2 de enero de 1942, fueron de 41 935 hombres, incluidos 32 453 muertos o prisioneros y 9482 heridos o enfermos.

### El contraataque alemán, del 15 al 20 de enero

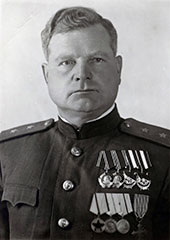
Teniente general Dmitri Kozlov comandante del Frente de Crimea durante la batalla

El 51.º Ejército se movió con extrema lentitud desde Kerch, con lo que no llegó al istmo de Ak-Monay hasta el 5 de enero, pero únicamente desplegaba dos divisiones de fusileros en sus elementos avanzados el 12 de enero. No llevó a cabo ninguna acción ofensiva contra la 46.ª División de Infantería, aparte de algunas incursiones menores. La respuesta del Eje fue mucho más rápida. El XXXXII Cuerpo de Mattenklott recibió como refuerzos a la 170.ª y la 132.ª divisiones de infantería junto con dos batallones de la 72.ª División de Infantería, varios cañones de asalto StuG III y la 18.ª División de Infantería rumana. Sus órdenes eran mantener la línea defensiva para contener el 51.er Ejército. Manstein también desvió el XXX Cuerpo al mando del Generalmajor Maximilian Fretter-Pico del sitio de Sebastopol para liderar una contraofensiva compuesta por cuatro divisiones del Eje que estaban dispuestos en sus posiciones para el 13 de enero. El objetivo de esta ofensiva era recuperar Feodosia y desequilibrar al 44.º Ejército. Los refuerzos de la Luftwaffe llegaron para proporcionar a Manstein apoyo aéreo y se creó un nuevo Estado Mayor Especial Crimea bajo el mando de Robert Ritter von Greim para dirigir las operaciones en la península. El comandante del Frente Transcaucásico (que ahora se había convertido en el Frente del Cáucaso) no creía que el Eje fuera lo suficientemente fuerte como para montar un ataque y no ordenó a sus dos ejércitos desplegados en la zona que se atrincheraran. Antes de que comenzara su ofensiva principal, desembarcó 226 soldados a bordo del destructor Sposobny a cuarenta kilómetros al suroeste de Feodosia como una maniobra de diversión, pero solo logró atraer a una compañía de  Panzerjäger para contenerlos, lo que Kozlov consideró como una muestra de la debilidad alemana.
El 16 de enero Kozlov desembarcó el 226.º Regimiento de Fusileros detrás de las líneas alemanas en Sudak. Apoyado por el acorazado Parízhskaya Kommuna, el crucero Krasny Krym y otros cuatro destructores, los soviéticos rápidamente dispersaron la pequeña guarnición rumana de la ciudad con disparos navales. Después de desembarcar, el regimiento soviético se mantuvo firme y atrincherado. Manstein vio correctamente la operación como una distracción y envió solo una simbólica fuerza de vigilancia para mantener ocupados a los soviéticos. La fuerza de desembarco soviética en Sudak inicialmente resistió los contraataques de dos batallones de infantería rumanos. Los alemanes utilizaron su poder aéreo y de artillería para reducir la fuerza soviética mediante una guerra de desgaste. El 226.º Regimiento de Fusileros no tenía artillería de apoyo, armamento antitanque ni morteros y no pudo contraatacar. Kozlov envió más tropas a Sudak del 24 al 26 de enero hasta llegar a un número total de tropas desembarcadas de 4264 efectivos. El XXX Cuerpo desplegó más refuerzos para aplastar a las unidades soviéticas y el 28 de enero la batalla había terminado. 2000 soldados soviéticos murieron en Sudak, otros 876 fueron tomados prisioneros y ejecutados, 350-500 se unieron a grupos de  partisanos. Fretter-Pico encargó a un batallón rumano de infantería de montaña que eliminara a las fuerzas soviéticas que aún resistían, las operaciones para destruir los remanentes de las tropas soviéticas continuaron durante cinco meses más hasta junio.

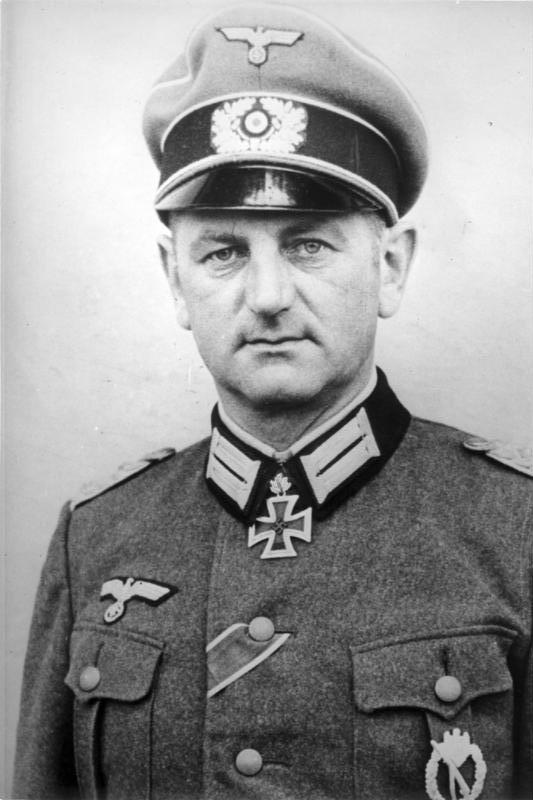
Oberst Otto Hitzfeld lideró el ataque que recuperó Feodosia. Fue galardonado con la Cruz de Caballero de la Cruz de Hierro el 17 de enero de 1942, condecoración que lleva en esta foto del 25 de febrero de 1942

La zona de seguridad avanzada de la 236.ª División de Fusileros soviética estaba a veinte kilómetros al oeste de Feodosia, la línea principal de resistencia discurría sobre una cresta importante a quince kilómetros de la ciudad. Al amanecer del 15 de enero, los bombarderos medios Heinkel He 111 y los bombarderos en picado Junkers Ju 87 comenzaron a atacar las posiciones soviéticas en la cresta y fueron precedidos por una rápida preparación de artillería. Los bombarderos alemanes localizaron el cuartel general del 44.º Ejército, lo destruyeron e hirieron gravemente a su comandante, sumiendo al liderazgo soviético en el caos. El 213.º Regimiento de Infantería (RI) de Otto Hitzfeld atacó, apoyado por dos batallones de la 46.º División de Infantería (ID) y tres StuG III. Los alemanes lograron una completa sorpresa y rápidamente invadieron las posiciones soviéticas. Los StuG destruyeron dos tanques ligeros T-26 pero perdieron uno de los suyos ante un cañón antitanque soviético de 76,2 mm. La línea de la cresta al oeste de Feodosia estaba en manos alemanas por la tarde, junto con una posición dominante sobre el 44.º Ejército. En el norte, el 46 ID y la 8.ª Brigada de Caballería rumana lanzaron varios ataques de distracción contra el 51.º Ejército y consiguieron atraer a la mayoría de las reservas soviéticas a un sector irrelevante. El XXX Cuerpo de Fretter-Pico perdió 500 hombres muertos, heridos y desaparecidos en su ataque del 15 de enero contra la 236.ª División de Fusileros. A cambio, cinco batallones de infantería alemanes respaldados por un poderoso apoyo aéreo y varios cañones de asalto aplastaron una división soviética y establecieron una posición dominante sobre el 44.º Ejército.
La contraofensiva alemana continuó el 16 de enero. Fretter-Pico reforzó a Hitzfeld con más batallones cuando las 63.ª y 236.ª divisiones de fusileros soviéticas perdieron terreno y fueron empujadas a sectores estrechos y aislados cerca del mar. Por la tarde, la 132.ª División de Infantería comenzó a desplegarse para atacar Feodosia. La Luftwaffe bombardeó al Ejército Rojo en Feodosia con total impunidad debido a su completa superioridad aérea. Los soviéticos ubicaron erróneamente el principal punto de esfuerzo alemán en la estación de ferrocarril de Vladislavovka, al norte de Feodosia, y lanzaron un contraataque de infantería blindada del tamaño de un batallón. Fueron detenidos en seco por el Sturmgeschütz-Abteilung 190 equipado con varios StuG III, que destruyeron dieciséis tanques T-26. La 32 ID asaltó Feodosia en la madrugada del 17 de enero. Las tropas del Ejército Rojo en la ciudad siguieron luchando mediante intensos combates callejeros, pero se vieron gravemente obstaculizados por los constantes ataques de los Stukas, así como por la artillería alemana y el fuego de ametralladoras. Sobre los edificios en llamas se formaron impenetrables nubes de humo negro. Debido a los incesantes ataques aéreos alemanes, la evacuación de la cercada 236.ª División de Fusileros, por la Flota del Mar Negro fracasó. La unidad fue destruida y los hombres de Fretter-Pico tomaron 5300 prisioneros el 17 de enero. Su oficial al mando escapó pero fue condenado y ejecutado por un tribunal militar soviético tres semanas después.
El ataque del XXX Cuerpo se intensificó el 19 de enero cuando las dos divisiones restantes del 44.º Ejército fueron perseguidas a lo largo de la costa del Mar Negro, deshaciendo las posiciones avanzadas soviéticas al norte. El 20 de enero, los Cuerpos XXXXII y XXX llegaron al istmo de Ak-Monay, acortando enormemente la línea del frente. Kozlov entró en pánico y predijo la completa destrucción de la fuerza de desembarco. Los soviéticos pagaron el precio de su lento despliegue hacia el oeste desde Kerch, ya que carecían de las reservas suficientes para rechazar esta nueva y potente amenaza alemana. Los generales soviéticos se quejaron de las carreteras intransitables, aunque esto no impidió que la 46.ª División de Infantería alemana realizara una rápida marcha sobre el mismo terreno a finales de diciembre. Ambos bandos comenzaron a construir posiciones defensivas reforzadas por pozos de tiradores, trincheras y alambre de púas. El XXX Cuerpo derrotó al 44.° Ejército en cinco días, puso a dos ejércitos soviéticos a la defensiva, mató a aproximadamente 6700 soldados soviéticos, destruyó 85 tanques y tomó 10 000 prisioneros y 177 cañones por, tan solo 995 bajas propias, de las cuales 243 murieron o desaparecieron. El Frente del Cáucaso, que había perdido 115 630 hombres en enero, estaba demasiado afectado y debilitado por el rápido contraataque de Manstein y la dura campaña de bombarderos de la Luftwaffe para montar operaciones ofensivas a gran escala durante más de un mes. Sin embargo, los alemanes carecían de suficientes blindados y unidades aéreas para explotar su victoria al máximo.

### La batalla del istmo de Ak-Monay, del 27 de febrero al 11 de abril
La Stavka reforzó el Frente del Cáucaso con nueve divisiones de fusileros. Los ingenieros soviéticos construyeron una carretera de hielo a través del congelado estrecho de Kerch, lo que permitió a los soviéticos reforzar las fuerzas de la península de Kerch con 96 618 hombres, 23 903 caballos y 6519 vehículos a motor. El 47.º Ejército soviético se desplegó en el área, inicialmente con solo dos divisiones de fusileros. El 28 de enero, la Stavka creó el Frente de Crimea, con Kozlov como su comandante, con los 44.º, 47.º y 51.º ejércitos pertenecientes orgánicamente a dicho frente y el Ejército Costero Independiente y la Flota del Mar Negro bajo su mando operativo, aunque no integrados directamente en el frente. Kozlov tenía poca experiencia en el mando más allá del nivel de regimiento y su personal era igual de inexperto. El representante de la Stavka Lev Mejlis llegó al cuartel general del Frente de Crimea a finales de enero e introdujo sus propias ideas en la etapa de planificación. Stalin y Mejlis querían liberar Crimea con una ofensiva el 13 de febrero, pero las fuerzas soviéticas no estaban preparadas para realizar tal tarea. Carecían de suficientes suministros y tres regimientos de artillería de 76 mm no tenían munición en absoluto. La deficiente red de carreteras de la península de Kerch, las carreteras embarradas y la campaña de bombardeos de la Luftwaffe contra los puertos y el transporte de carga soviético impidieron una acumulación suficiente de suministros e hicieron que la demanda de Stalin fuera poco realista. El 27 de febrero, Kozlov finalmente tuvo disponibles para su operación: 93 804 soldados, 1195 cañones y morteros, 125 cañones antitanques, 194 tanques y 200 aviones. Estas fuerzas se agrupaban en nueve divisiones de fusileros en el frente junto con numerosas brigadas de tanques que operaban con tanques T-26, T-34 y treinta y seis KV-1. Los soviéticos estaban lejos de estar preparados. Sus tanques y aviones carecían de combustible, muchas armas no funcionaban, la artillería soviética no había organizado un sistema eficaz de control de fuego, las comunicaciones entre el cuartel general de Kozlov y las distintas unidades del Frente de Crimea quedaban cortadas repetidamente y los ingenieros no habían construido obras de campo de ningún tipo. A pesar de todas estas deficiencias, Stalin insistió en que se debía atacar.

#### Primera ofensiva soviética; del 27 de febrero al 3 de marzo

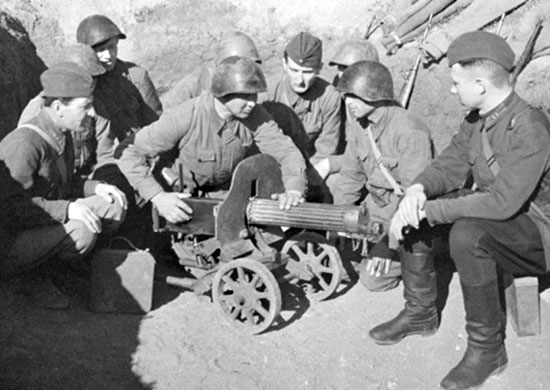
Soldados soviéticos del frente de Crimea con una ametralladora Maxim M1910 durante una pausa en los combates en 1942

El 51.º Ejército soviético planeaba atacar en el norte el 27 de febrero a través de una llanura plana de ochenta kilómetros cuadrados salpicada solo por un puñado de pequeñas aldeas. Los alemanes fortificaron las aldeas de Tulumchak, Korpech y Koi-Asan. Las 46.ª y 132.ª Divisiones de Infantería alemanas mantuvieron el frente del XXXXII Cuerpo junto con la 18.ª División de Infantería rumana. El Gruppe Hitzfeld esperaba en reserva. Los preparativos defensivos del Eje fueron extensos y acordes con la doctrina táctica alemana. Los puntos fuertes alemanes reforzados tenían defensas completas, neutralizando los efectos de los ataques frontales y de flanco soviéticos simultáneos, además los alemanes crearon un complejo sistema de obras de ingeniería equipadas con poderosas piezas de artillería. Mattenklott cometió el error de poner al 18.º Regimiento de Infantería rumano en una posición difícil y expuesta en un saliente en la parte norte de la línea. Los planificadores soviéticos, dirigidos por Fiódor Tolbujin, no tuvieron en cuenta el clima cálido que convirtió el terreno en un mar de barro.
La ofensiva del 51.º Ejército comenzó a las 06:30h del 27 de febrero con una preparación de artillería de 230 cañones de los cuales la mayoría eran cañones ligeros de 76 mm y solo treinta eran cañones pesados de 122 mm. Los puntos fuertes alemanes fortificados resultaron en gran parte ilesos por los proyectiles ligeros de alto explosivo. La artillería alemana respondió con su propio fuego y los soviéticos carecían de la capacidad de contrabatería para suprimirlo El terreno abierto no proporcionaba cobertura para los soldados del Ejército Rojo, que fueron sistemáticamente muertos y heridos en gran número por los incesantes ataques de la artillería alemana. Los pesados tanques KV-1 soviéticos se hundieron en el barro y no pudieron avanzar. El resto de vehículos a motor también estaban atascados y los proyectiles de artillería soviéticos tenían que ser transportados a mano.
El punto fuerte alemán en Tulumchak fue invadido por tanques T-26 e infantería, aunque siete tanques se perdieron frente a las Tellermine alemanas; y el 18.º Regimiento de Infantería rumano fue derrotado. Un batallón de artillería alemán que acudió en apoyo de los rumanos perdió los dieciocho obuses de 10,5 cm y los catorce cañones PaK de 3,7 cm. El impulso del avance de Kozlov fue apoyado por 100 salidas de las fuerzas aéreas del Frente de Crimea ese día, mientras que la Luftwaffe realizó solo tres incursiones en el área. Después de una penetración soviética de solo cinco kilómetros, el Gruppe Hitzfeld selló el ataque con fuego de artillería, antitanque y ametralladoras. El punto fuerte de Korpech permaneció en manos alemanas y sometió a los atacantes soviéticos a un nutrido fuego de ametralladoras y morteros. Kozlov reforzó el ataque de la derecha en la llanura con la 77.ª División de Fusileros de Montaña, mientras que Mattenklott reasignó el IR 213 y el I./IR 105 de Hitzfeld para ayudar a los rumanos. Hitzfeld atacó el 28 febrero y recuperó una parte del terreno perdido. Los rumanos demostraron ser débiles y unos cien fueron capturados cuando la 77.ª División de Fusileros de Montaña hizo una pequeña penetración y capturó la aldea de Kiet, amenazando con flanquear a todo el 11.° Ejército alemán. Hitzfeld reaccionó con un fuerte contraataque y reconquistó Kiet, estabilizando la línea del frente. El ataque soviético contra los rumanos continuó el 1 de marzo hasta que fue detenido por la llegada de la 170.ª División de Infantería alemana. El resto del esfuerzo soviético disminuyó. Los débiles ataques del 44.º Ejército no lograron superar a las tropas alemanas situadas frente a él y no pudo evitar que los refuerzos se desplazaran hacia el norte. Los soviéticos perdieron cuarenta tanques en solo tres días de intensos combates, del 27 de febrero al 1 de marzo. Los bombardeos navales soviéticos de Feodosia y Yalta lograron poco, al igual que un desembarco pequeño y rápidamente abortado en Alushta el 1 de marzo.
El punto fuerte alemán en Koi-Asan, sostenido por los 42.º y 72.º regimientos de infantería en la unión entre el XXXXII y el XXX cuerpos alemanes fue el eje de la defensa de Manstein y su control permitió a los alemanes enviar reservas al norte con poca dificultad. Kozlov ordenó a dos divisiones de fusileros, tres brigadas de tanques y un batallón de tanques que tomaran la aldea el 2 de marzo. Los densos obstáculos antitanques alemanes ralentizaron los tanques soviéticos, convirtiéndolos en blancos fáciles para las unidades antitanques y la artillería alemanas. La Luftwaffe hizo sentir su presencia con cuarenta incursiones de bombarderos en picado Stuka sobre las densas masas de tanques soviéticos. Los soviéticos admitieron haber perdido noventa y tres tanques en un solo día. Sus ganancias territoriales fueron comparativamente menores: cuatro obuses alemanes de fabricación checa fueron destruidos y las Fuerzas Aéreas soviéticas bombardearon y destruyeron un depósito de municiones de veintitrés toneladas en Vladislavovka. Los soviéticos cancelaron su ataque el 3 de marzo. El gran avance de Kozlov fracasó y desde el 27 de febrero sufrió pérdidas extremadamente importantes en sus unidades de infantería y tanques, incluidos veintiocho KV-1. Había ganado un saliente expuesto, que solo podía sostener con fuerzas ligeras debido a su falta de cobertura.

#### Segunda ofensiva soviética, del 13 al 15 de marzo

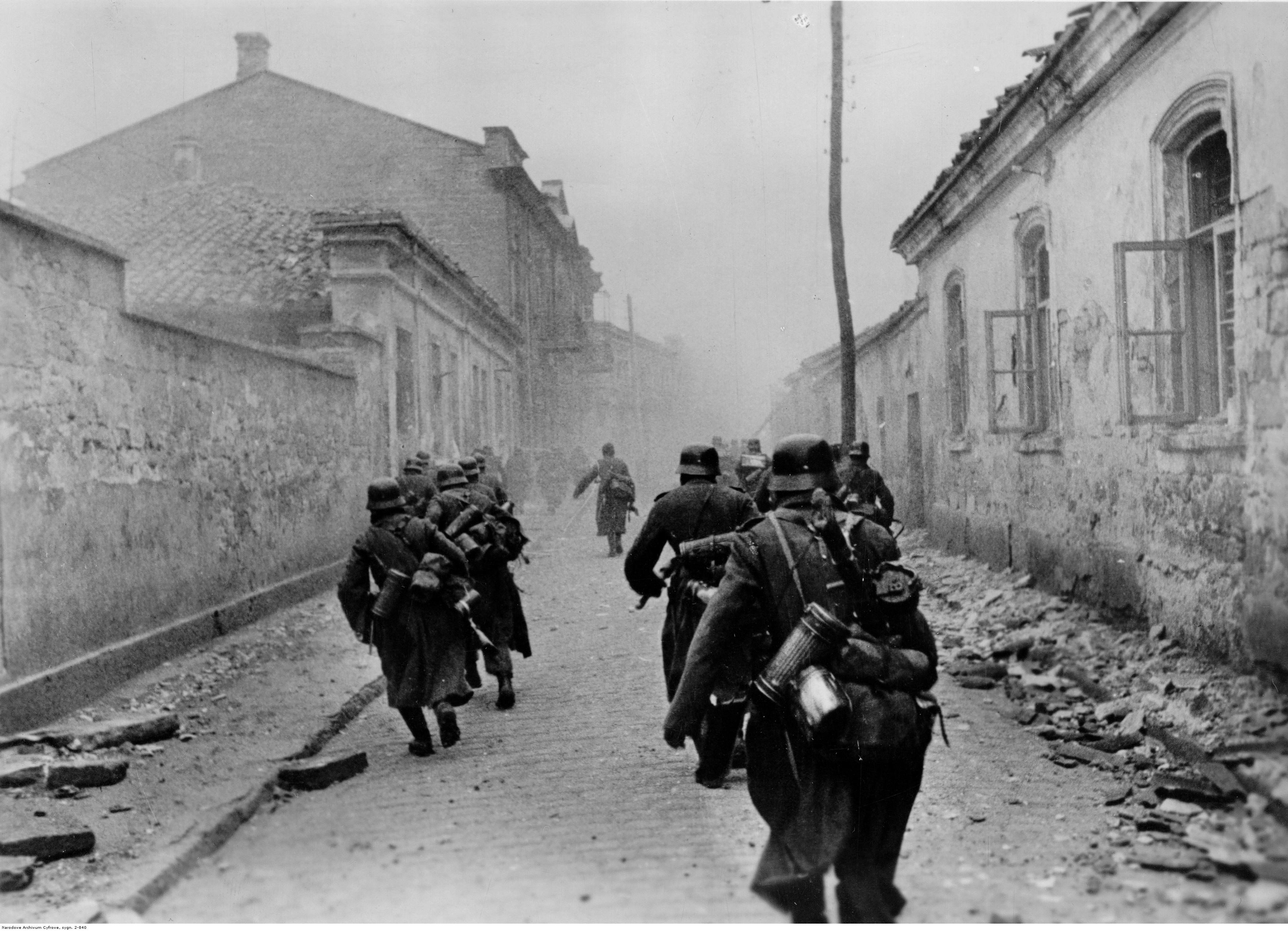
Soldados alemanes durante los combates callejeros en Crimea, marzo de 1942

Kozlov culpó a las duras condiciones climáticas por su fracaso, mientras que Lev Mejlis lo achacó a la inepta planificación de Fiódor Tolbujin y lo destituyó. Stalin ordenó que la segunda ofensiva prosiguiera en diez días. El personal de planificación soviético vio la zona de Koi-Asan como el objetivo prioritario y decidió concentrar allí el 51.º Ejército. El 44.° Ejército lanzaría un importante ataque a la 132.ª División de Infantería a lo largo de la costa. Kozlov tenía 224 tanques, pero por recomendación de Mejlis decidió distribuirlos entre las divisiones de fusileros en lugar de agruparlos en una poderosa fuerza de ataque. Stalin reforzó la Fuerza Aérea del Frente de Crimea hasta los 581 aviones a principios de marzo, aunque eran modelos en gran parte obsoletos. Los alemanes colocaron hasta 2000 minas antitanques del modelo Tellermine en los alrededores de la posición Koi-Asan y Manstein concentró numerosos cañones de asalto para su defensa.
Los soviéticos atacaron a las 09:00h del 13 de marzo con tres divisiones de fusileros que rápidamente fueron despedazadas en el terreno pantanoso. Los tanques de apoyo del Ejército Rojo fueron fácilmente destruidos por StuG III y cañones antitanques. El StuG III del teniente Johann Spielmann destruyó catorce T-34 en un solo día, mientras que el cazacarros StuG III de Fritz Schrödel destruyó ocho tanques soviéticos, de los cuales dos eran KV-1. Las pérdidas de tanques soviéticos fueron muy importantes, con 157 tanques destruidos en únicamente tres días de intensos combates. La 56.ª Brigada de Tanques había perdido 88 tanques. El intento soviético de capturar Koi-Asan fracasó una vez más, pero la lucha había sido encarnizada. La 46.º División de Infantería alemana repelió al menos diez ataques soviéticos durante la ofensiva de tres días. El 24 de marzo, el fuerte Korpech cayó ante el 51.° Ejército después de que la infantería soviética sufriera graves pérdidas. El Frente de Crimea había consumido la mayor parte de su munición de artillería y no pudo seguir adelante a pesar de su limitado éxito inicial. El II./JG 77, un ala de caza alemán, llegó a Crimea después de reacondicionarse y comenzó a contestar la superioridad aérea soviética. El depósito de municiones alemán de sesenta toneladas en Vladislavovka fue nuevamente destruido por bombarderos soviéticos.

#### Contraataque alemán, 20 de marzo
La 22.ª División Panzer al mando del Generalleutnant Wilhelm von Apell era una nueva división blindada alemana que acababa de llegar de Francia donde se había formado en septiembre de 1941, Manstein le encargó la recaptura de Korpech. La división aún no estaba totalmente equipada puesto que sus elementos de apoyo y sus tanques eran, en su mayoría, obsoletos modelos Panzer 38(t) de fabricación checoslovaca. Su ataque se efectuó a las 06:00h del 20 de marzo en medio de una densa niebla, la ofensiva chocó de frente con una acumulación ofensiva de tropas y blindados soviéticos. Uno de los batallones de la división tuvo que detenerse después de encontrarse con un campo minado, mientras que otro perdió la cohesión después de desorientarse en la espesa niebla. La 55.ª Brigada de Tanques soviética bloqueó el camino a Korpech con un batallón de T-26 y cuatro tanques KV-1. Un batallón del 204.º Regimiento perdió el 40 % de sus tanques destruidos o dañados después de encontrarse con una concentración de cañones antitanques soviéticos de 45 mm. Después de tres horas de intensa lucha, el ataque alemán fue cancelado. La 22.ª División Panzer había perdido treinta y dos de los 142 tanques con los que contaba al inicio del ataque, incluidos diecisiete Panzer 38(t), nueve Panzer II y seis Panzer IV. Manstein admitió que había comprometido en la lucha prematuramente una división sin experiencia y con escasos medios desplegada en un asalto frontal, pero señaló que era necesario un contraataque inmediato ya que su ejército estaba en peligro de perder sus posiciones defensivas críticas. Además, la división logró interrumpir los preparativos de ataque soviéticos.

#### Tercera ofensiva soviética, 26 de marzo
La tercera ofensiva de Kozlov en Koi-Asan comenzó después de una semana de reemplazos, reabastecimiento y refuerzos; fue una operación comparativamente más pequeña realizada por la 390.ª División de Fusileros y la 143.ª Brigada de Fusileros del 51.º Ejército soviético, apoyadas por dos compañías de tanques equipadas con T-26, seis KV-1 y tres T-34 procedentes de las 39.º y 40.º brigadas de tanques y el 229.º Batallón de Tanques Independiente. La operación fracasó ya en su primer día después de sufrir inmensas pérdidas y rápidamente se detuvo. Como resultado de estas fallidas operaciones, el 51.º Ejército sufrió pérdidas de 9852 muertos, 4959 desaparecidos y 23 799 heridos por un total de más de 39 000 bajas entre el 10 y el 31 de marzo.

#### Cuarta ofensiva soviética, del 9 al 11 de abril
La creciente superioridad aérea de la Luftwaffe comenzó a notarse cuando el puerto de Kerch sufrió un fuerte y sostenido ataque aéreo alemán, lo que restringió la acumulación de blindados y artillería soviéticos. Mejlis exigió que se realizaran ataques masivos de tanques contra las líneas alemanas ininterrumpidas. Manstein recibió más refuerzos en la forma de la 28.ª División Jäger, que estaba equipado con el nuevo cañón antitanque ligero 2.8 cm sPzB 41 de silueta baja y fácil de ocultar. Uno de sus soldados, el Obergefreiter Emanuel Czernik, destruyó siete tanques T-26 y un tanque BT en un solo día. Manstein estimó la fuerza de ataque soviética en seis a ocho divisiones de fusileros y 160 tanques. Después de tres días de intensos combates y de sufrir grandes pérdidas, Kozlov canceló, lo que a la postre resultó ser la ofensiva final. Se retiró a sus posiciones iniciales de febrero antes del 15 de abril. El Frente de Crimea estaba ahora fuertemente inclinado hacia su flanco derecho - 51.º Ejército: dejando al 44.º Ejército a la izquierda bastante mermado y al 47.º Ejército en reserva como un comando fantasma.
Las cuatro principales ofensivas de Kozlov del 27 de febrero al 11 de abril fueron derrotadas por el 11.º Ejército de Manstein con grandes pérdidas soviéticas. Del 1 de enero al 30 de abril, el Frente de Crimea de Kozlov, incluidas las fuerzas en Sebastopol, perdió 352 000 hombres, de los cuales 236 370 se perdieron de febrero a abril en los combates del istmo de Ak-Monay. Las pérdidas del Frente fueron las segundas más elevadas de cualquier Frente soviético durante este el período. Las ofensivas le costaron al Frente de Crimea el 40 % de sus efectivos, el 52 % de sus tanques y el 25 % de su artillería. Las bajas del Ejército del Eje fueron mucho menores, 24 120 hombres. Los críticos soviéticos señalaron que la artillería y el apoyo aéreo fueron insuficientes y la ignorancia de las defensas alemanas eran las causas principales del fracaso. El Frente de Crimea había sido casi destruido como una formación de combate efectiva y sería completamente derrotado y expulsado de la península en mayo. Durante cuatro meses, Manstein había llevado a cabo una exitosa defensa combatiendo en dos frentes a la vez. El deshielo primaveral llegó a principios de mayo y ambos bandos se prepararon para la batalla que decidiría la campaña.

## Operaciones de la Luftwaffe

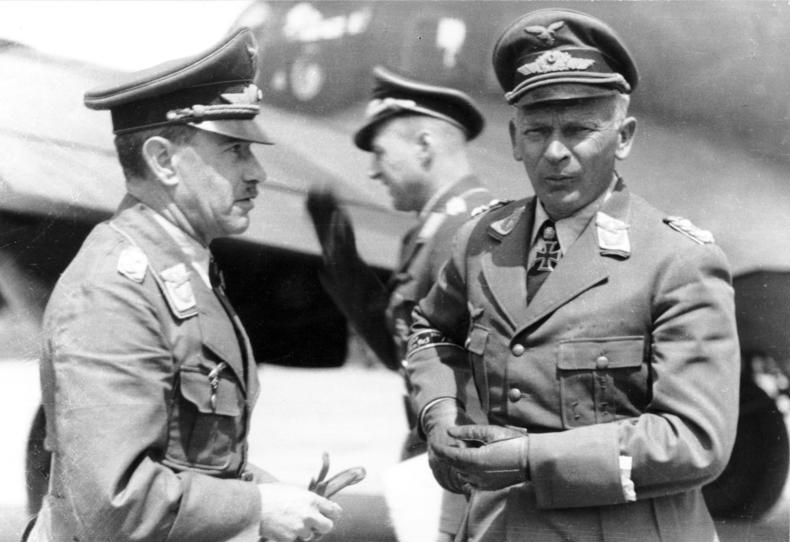
Alexander Löhr, comandante de la Luftflotte 4 (izquierda) y Wolfram von Richthofen, comandante del VIII. Fliegerkorps en febrero de 1942

Para frenar la acumulación de tropas y suministros soviéticas, la Luftflotte  4 de Alexander Löhr fue enviada a la región para interceptar los envíos. El transporte de 7500 toneladas Emba sufrió graves daños el 29 de enero, pero la Luftwaffe no pudo evitar el transporte de 100 000 hombres y cientos de piezas de artillería a Kerch entre 20 de enero y 11 de febrero. En Sebastopol, llegaron al puerto 764 toneladas de combustible y 1700 toneladas de suministros. El 13 de febrero, el crucero Komintern y el destructor Shaumyan trajeron 1034 soldados y 200 toneladas de suministros. El crucero Krasny Krym y el destructor  Dzerzhinskiy  trajeron a otros 1075 hombres el 14 de febrero. Al día siguiente, el dragaminas T410 trajo 650 y evacuó 152. El 17 de febrero, el transporte Byelostok trajo 871 hombres. La Flota del Mar Negro bombardeó regularmente posiciones alemanas en la costa. La Luftwaffe aumentó su presión, enviando los KG 27, KG 55 y KG 100 para bombardear los puertos de Anapa, Tuapsé, y Novorosíisk en la costa del Mar Negro del Cáucaso. El 20 de febrero, el KG 100 hundió el transporte de 1900 toneladas Kommunist.

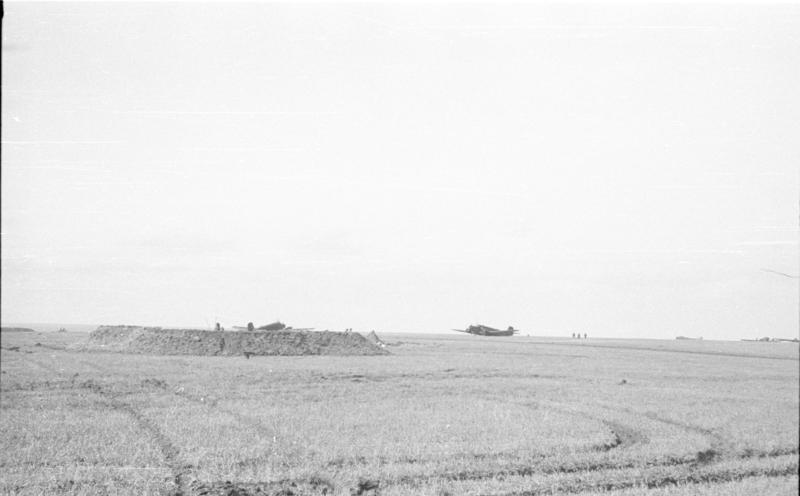
Aeródromo alemán en la península de Kerch con dos aviones de transporte Junkers Ju 52 en una foto de mayo de 1942

Mientras tanto, la Luftwaffe había volado en la unidad especializada bombardero torpedo KG 26. El 1/2 de marzo de 1942, dañó el buque de vapor de 2434 toneladas Fabritsius tan gravemente que tuvo que ser retirado. El petrolero de 4629 toneladas Kuybyshev resultó dañado el 3 de marzo al sur de Kerch, lo que privó a los soviéticos de mucho combustible. Fue retirado al puerto de Novorossíisk donde fue nuevamente alcanzado por Ju 88 del KG 51 el 13 de marzo. El 18 de marzo, varios Ju 88 del KG 51 hundieron el transporte de 3689 toneladas Georgiy Dimitrov. El 23 de marzo se produjeron más daños cuando nueve Ju 88 del KG 51 hundieron los buques minadores Ostrovskiy y GS-13 y un torpedero a motor en el puerto de Tuapsé. También dañaron dos submarinos (S-33 y D-5). Esa noche, varios He 111 del KG 27 reclamaron haber hundido un barco de 5000 toneladas y dos barcos de 2000 toneladas. Los registros soviéticos muestran el hundimiento del vapor de 2960 toneladas  V. Chapayev, con la pérdida de 16 tripulantes y 86 soldados. Los bombarderos del KG 51 regresaron a Tuapsé el 24 de marzo y hundieron los transportes Yalta y Neva. El 2 de abril, el Kuybyshev fue interceptado y hundido. Tan grande fue la pérdida de transporte marítimo que se ordenó a las fuerzas terrestres soviéticas que cesasen todas las operaciones ofensivas para conservar los suministros. En la ofensiva aérea de ocho semanas, desde principios de febrero hasta finales de marzo, la Flota de Transporte del Mar Negro se había visto reducida de 43 200 toneladas de envío a únicamente 27 400 toneladas. Se habían perdido seis transportes y seis estaban en reparación. El 17 de abril, el vapor de 4125 toneladas Svanetiya fue hundido por el KG 26 durante un intento de abastecer a Sebastopol. Aproximadamente 535 hombres murieron. El 19 de abril, el petrolero I. Stalin resultó dañado junto con otros tres transportes. El 21 de abril, el KG 55 dañó el dragaminas Komintern y hundió un buque de transporte. Para entonces, la capacidad de la Flota del Mar Negro para abastecer a las fuerzas soviéticas en Sebastopol se había visto severamente restringida.

## Operación Caza de la Avutarda

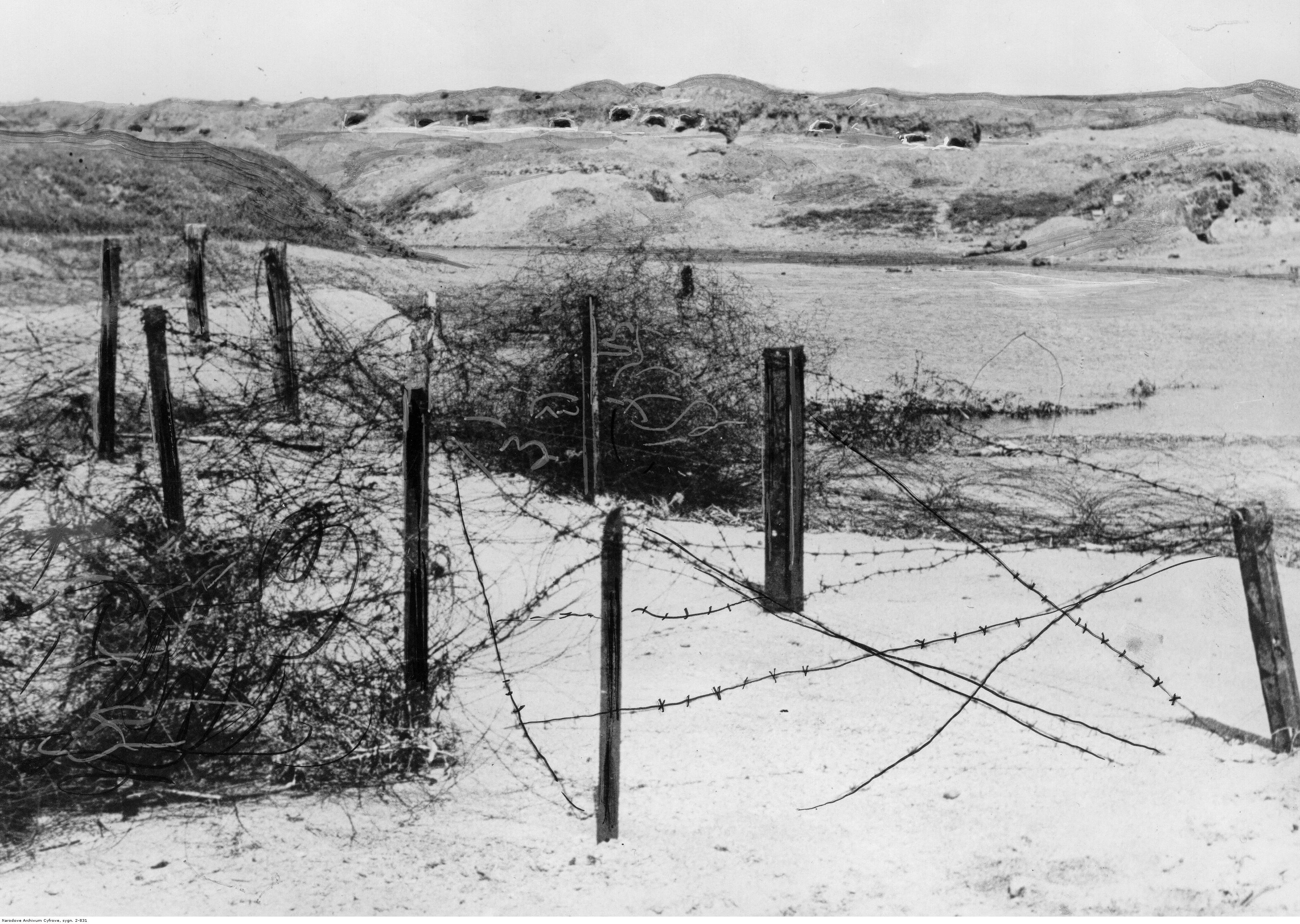
Fortificaciones soviéticas y alambre de púas en la península de Kerch en mayo de 1942

Los alemanes lanzaron la Operación Trappenjagd el 8 de mayo de 1942 (Trappenjagd es un sustantivo compuesto alemán que significa «caza de avutardas»). Antes de la ofensiva, la Luftwaffe logró aplicar una fuerte presión a las líneas de suministro soviéticas. A finales de abril, los alimentos y otros recursos estaban prácticamente agotados. Todo, incluida la leña, tenía que ser traído por mar. El Stavka solicitó a Stalin que considerase la evacuación de la región de Kerch, pero el líder soviético se negó y el 21 de abril ordenó los preparativos para una ofensiva para retomar Crimea. El 6 de mayo cambió de opinión y emitió la orden número 170357, que ordenaba a todas las fuerzas adoptar una postura defensiva. También se negó a enviar más refuerzos. Mezclada con esta orden, hubo una operación ofensiva limitada contra las líneas alemanas para mejorar las posiciones tácticas de los defensores. En lugar de prepararse para una defensa contra la inminente ofensiva alemana, los soviéticos se estaban preparando para un ataque.
Para la defensa de la península, los soviéticos tenían tres ejércitos; el 51.º, que protegía el norte, el cual contaba con ocho divisiones de fusileros y tres brigadas de fusileros y dos de tanques, mientras que el 44.º Ejército en el sur tenía cinco divisiones de fusileros y dos brigadas de tanques. El 47.º Ejército, con cuatro divisiones de fusileros y una división de caballería, se mantuvo en reserva. La Fuerza Aérea del Frente de Crimea desplegó 404 aviones. Kozlov no esperaba un gran ataque ya que superaba en número a los alemanes en una proporción de dos a uno. Además, en el frente sur había un terreno pantanoso, lo que lo convertía en un lugar desfavorable para las operaciones ofensivas. Aunque los soviéticos construyeron una zanja antitanque que recorría toda la longitud del istmo de Ak-Monay y tenían tres líneas de defensa, las unidades de infantería se desplegaron en una única línea en el frente, con los tanques y la caballería en reserva. Kozlov no pudo desplegar sus tropas en una defensa en profundidad bien preparada.

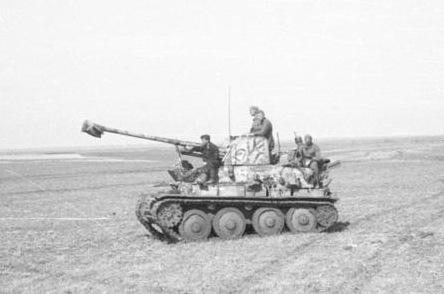
Un cazacarros Marder III equipado con un cañón antitanque ruso capturado de 76,2 mm, desplegándose para un ataque en la península de Kerch en mayo de 1942

La ofensiva alemana no tuvo otra opción que romper las líneas soviéticas en el sur de frente y luego girar hacia el norte con unidades blindadas y motorizadas para así rodear al 51.º Ejército. Para hacer esto, necesitaba un apoyo aéreo excepcionalmente fuerte. Razón por la cual, el Fliegerkorps VIII bajo el mando de Wolfram von Richthofen fue enviado para apoyar el asalto. La unidad era el cuerpo de apoyo aéreo cercano mejor equipado de la Luftwaffe. Para reforzar su fuerza, se le dio el experimentado ala de bombardero mediano KG 55. Richthofen tenía 20 Gruppen (grupos aéreos) que comprendían 740 aviones y varios hidroaviones. Dos Kampfgruppen también fueron puestos a su disposición por el 4.º Cuerpo Aéreo del general Kurt Pflugbeil. El cuerpo operaba desde aeródromos recién construidos, ya que Richthofen contaba con un amplio número de aeródromos para reducir los tiempos de salida de los bombarderos. También estaba fascinado y encantado con las bombas antipersona de dos kilogramos  SD-2, de las cuales había entregado más de 6000 botes a finales de abril. Para el 8 de mayo tenía 800 aviones bajo su mando en Crimea y la superioridad aérea soviética en el área había desaparecido. El limitado reconocimiento aéreo soviético no pudo detectar esta acumulación de tropas.
Para maximizar la sorpresa, Manstein seleccionó el terreno pantanoso en poder del 44.º Ejército como su principal sector de ataque. El XXX Cuerpo de Fretter-Pico rompería las líneas soviéticas, permitiendo que la 22.ª División Panzer avanzara por los huecos. Se utilizaron tácticas mejoradas para atravesar líneas enemigas fuertemente defendidas, basadas en la integración de grupos de asalto de infantería, cañones de asalto, ingenieros de combate, Panzerjäger y unidades antiaéreas. Fretter-Pico recibió 57 StuG III, doce de los cuales estaban equipados con el nuevo cañón 7,5 cm KwK 40, dos baterías de cañones antiaéreos 8,8 cm FlaK y un amplio soporte técnico de combate. Solo una división de infantería alemana y los rumanos estaban en el sector norte, mientras que el resto estaba bajo el mando de Fretter-Pico, en el sector sur.

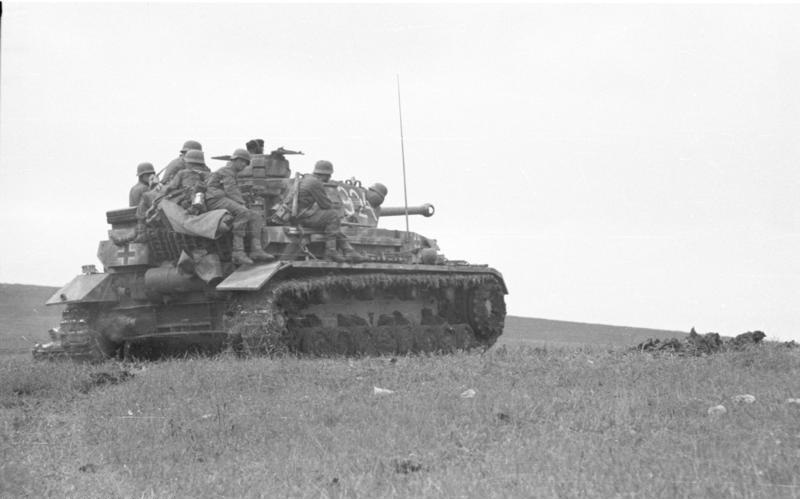
Tanques Panzer IV e infantería alemanes en batalla en la Península de Kerch en mayo de 1942

La operación Trappenjagd comenzó a las 04:15 del 8 de mayo. el Fliegerkorps VIII operando bajo el mando de la Luftflotte 4, comenzó las operaciones contra las líneas de comunicación y contra los aeródromos soviéticos. En cuestión de pocas horas, los Ju 87 del StG 77 habían eliminado las comunicaciones críticas del 44.º Ejército soviético e hirieron de muerte al comandante del 51.º Ejército. Los aeródromos fueron destruidos y 57 de los 401 aviones soviéticos en el área fueron destruidos a lo largo de 2100 salidas alemanas. Con el Cuartel General del ejército completamente desorganizado, los soviéticos no pudieron organizar una contraofensiva eficaz y el 44.° Ejército colapsó en retirada cuando Manstein lanzó el ataque terrestre. Manstein tenía cinco divisiones de infantería, la 22.ª División Panzer, y dos divisiones y media rumanas contra diecinueve divisiones soviéticas y cuatro brigadas blindadas en Kerch. El 902.° Comando de Embarcaciones de Asalto del 436.° Regimiento de la 132.° División de Infantería alemana, desembarcó detrás de las líneas soviéticas y ayudó a destruir la segunda línea de defensa soviética. La Flota soviética del Mar Negro no pudo detener el ataque marítimo alemán.
El bombardeo de artillería alemana, que incluyó cuatro baterías de cohetes Nebelwerfer, duró solo diez minutos, y 210 minutos después del inicio del asalto de las tropas alemanas, estas rompieron la segunda línea defensiva del 44.º Ejército. Los Stukas, Henschel Hs 129, Ju 88 y He 111 barrieron las posiciones defensivas soviéticas, permitiendo el paso seguro para las fuerzas terrestres alemanas. Las fortificaciones de campaña soviéticas fueron neutralizadas por las capacidades de apoyo aéreo cercano e interdicción aérea del Fliegerkorps VIII. Las 157.º y 404.º divisiones de fusileros del 44.° Ejército fueron mutiladas y paralizadas en sus movimientos por los Stuka y los Hs 129. En un incidente, veinticuatro tanques soviéticos que contraatacaban fueron destruidos a la vista por varios StuG III con la pérdida de un solo cañón de asalto alemán. La 56.º Brigada de Tanques y el 126.º Batallón de Tanques Independiente lanzaron un contraataque con 98 tanques, incluidos siete KV-1 contra la 28.º División de Infantería Ligera. Nuevamente los Stukas y Hs 129, aparecieron y destruyeron los tanques soviéticos atacantes. Se estima que cuarenta y ocho tanques soviéticos fueron eliminados, incluidos los siete KV-1. El primer día, el XXX Cuerpo, atacando con las 28.º, 50.º y 132.º divisiones, se abrió paso en el sur del sistema defensivo soviético. A un costo de apenas 104 muertos y 284 heridos, capturaron a 4514 soldados soviéticos. Los ingenieros alemanes salvaron parcialmente los obstáculos antitanques el 8 de mayo para preparar el camino para el ataque de la 22.ª División Panzer. Kozlov no apreció la importancia del avance alemán y no pudo liberar reservas para realizar un contraataque.

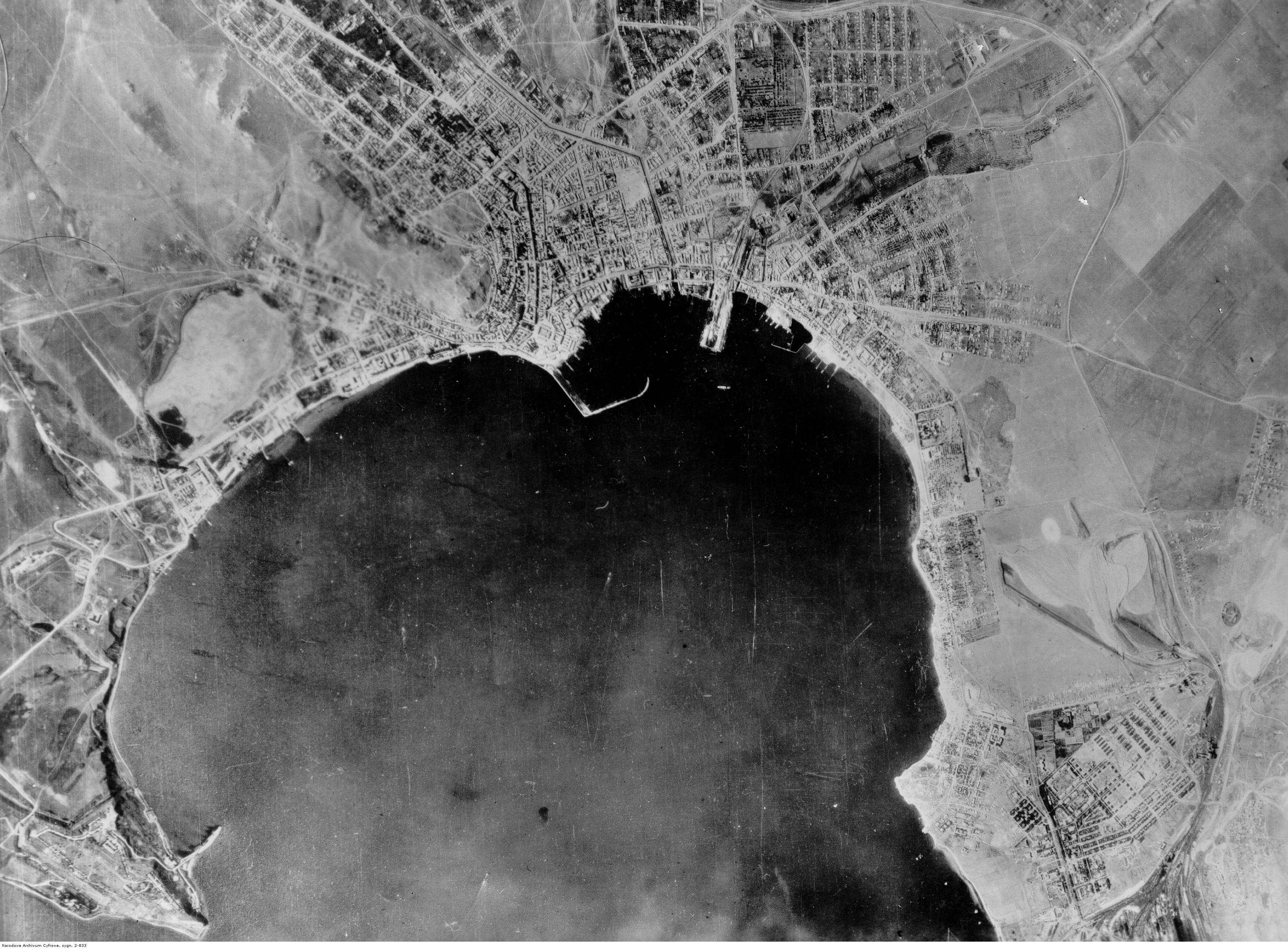
Vista aérea del puerto de Kerch, mayo de 1942.

El 9 de mayo, los ingenieros alemanes terminaron de abrir una brecha en la zanja antitanque y Manstein atacó con la 22.ª División Panzer, que giró hacia el norte y atrapó al 51.º Ejército contra el Mar de Azov a mediodía del 10 de mayo. Los confusos contraataques soviéticos cerca de Arma-Eli fueron destruidos por equipos alemanes de apoyo aéreo cercano y blindados con apoyo de infantería. Las tropas acorazadas soviéticas, restantes con capacidad de combate, fueron eliminadas por el poder aéreo alemán el 9 de mayo y veinticinco aviones soviéticos fueron derribados por cazas alemanes Bf 109. Las unidades aéreas de Richthofen hicieron 1700 salidas el 9 de mayo y reclamaron cincuenta y dos aviones soviéticos derribados por la pérdida de únicamente dos de los suyos. Una tormenta dio a los soviéticos un breve respiro en la noche del 9 de mayo, pero cuando se despejó, a la mañana siguiente, el Fliegerkorps VIII destruyó los restantes tanques soviéticos aislados, incluidos once KV-1. La moral y la cohesión de las tropas soviéticas se derrumbaron y comenzó una estampida hacia las zonas de retaguardia. Una vez que esto sucedió, las ocho divisiones del 51.º Ejército se rindieron el 11 de mayo, lo que dejó libre al XXX Cuerpo para perseguir los restos de las fuerzas soviéticas en retirada a Marfovka, apenas a ocho millas de Kerch.
La brigada motorizada ad hoc «Groddeck» llegó al aeródromo de Marfovka por la tarde y destruyó treinta y cinco cazas en tierra. La supremacía aérea del Fliegerkorps VIII alcanzó su punto álgido el 12 de mayo, cuando realizó 1500 salidas sin una oposición soviética significativa y fue libre de bombardear las columnas soviéticas que huían, los nidos de la resistencia y el puerto de Kerch. Richthofen quemó Kerch hasta los cimientos arrojando 1780 bombas sobre el puerto el 12 de mayo. Ese mismo día se ordenó a Richthofen que enviara la mayor parte de sus unidades de combate para apoyar al 6.º Ejército alemán en la Segunda batalla de Járkov. El número de salidas de combate se redujo en consecuencia; de 1500 o 2000 incursiones por día antes del redespliegue a entre 300 y 800 hasta el final de la operación de Kerch. Richthofen describió sus operaciones de bombardeo durante la Operación Trappenjagd como «apoyo aéreo concentrado, como nunca ha existido».
La velocidad del avance alemán fue rápido. La 132.º División de Infantería ocupó varios aeródromos y capturó treinta aviones soviéticos en tierra. El 10 de mayo, el Fliegerkorps VIII lanzó los He 111 del KG 55 contra las fuerzas soviéticas. Los grandes y lentos He 111 se convirtieron en blancos fáciles para el fuego terrestre, y ocho fueron derribados por los soviéticos, pero las bombas antipersonal (SD-2) fueron devastadoras contra la infantería soviética. Los bombarderos alemanes también atacaron al personal de transporte marítimo que evacuaba de Kerch. Se hundieron tres transportes con 900 heridos a bordo, una cañonera, seis patrulleras y otras embarcaciones más pequeñas. El buque Chernomorets de 1048 toneladas se hundió ese mismo día. Para entonces, la Luftwaffe ya había ganado la batalla aérea. A pesar de la retirada de una serie de Geschwader para apoyar al 6.° Ejército en la Segunda batalla de Járkov, la  Luftwaffe había destruido de forma efectiva cualquier oposición aérea soviética y había permitido al ejército alemán hacer profundas penetraciones, capturando a 29 000 hombres, 220 cañones y alrededor de 170 tanques. Kerch cayó el 15 de mayo. La Luftwaffe ayudó decisivamente a la derrota final de las fuerzas terrestres soviéticas el 20 de mayo, cuando fue destruida la última bolsa de resistencia al sur de Kerch.

## Consecuencias

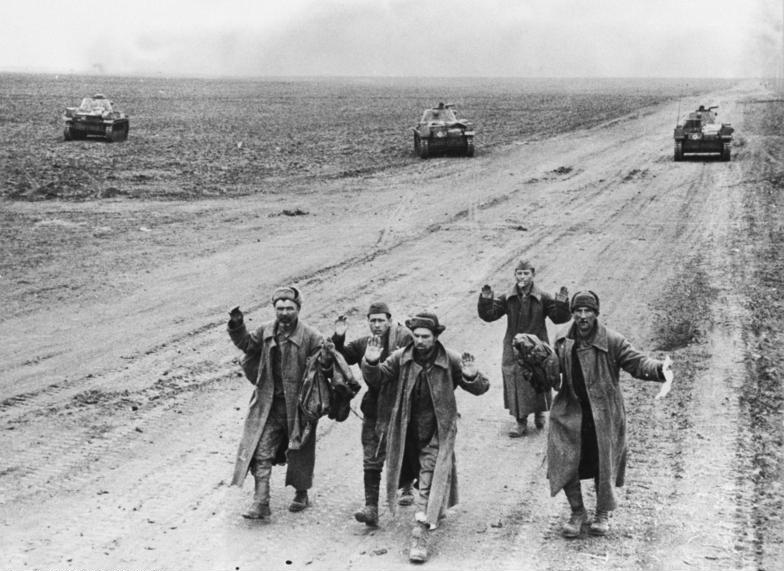
Varios soldados soviéticos marchan hacia el cautiverio en la península de Kerch en mayo de 1942

Manstein destruyó tres ejércitos soviéticos, aniquiló nueve divisiones soviéticas y redujo nueve más a restos ineficaces. Aunque se vio obligado a devolver varias unidades de la Luftwaffe y la 22.ª División Panzer para la operación Fall Blau, ahora podía concentrar sus fuerzas para un ataque decisivo contra la sitiada ciudad de Sebastopol. Manstein ejecutó una exitosa ofensiva de armas combinadas, concentrando sus móviles fuerzas blindadas, así como la artillería y la potencia de fuego aérea para aniquilar una agrupación soviética que duplicaba su fuerza. Los soviéticos no lograron llevar a cabo una defensa en profundidad, lo que permitió a los alemanes perforar sus líneas el primer día de la ofensiva y derrotar sus contraataques. Tres ejércitos soviéticos se rindieron en cuatro días o fueron fuertemente diezmados, por el VIII Fliegerkorps (cuerpo aéreo) de Richthofen, mientras trataban de retirarse.
En los apenas once días que duró la Operación Caza de la Avutarda, el VIII Fliegerkorps apenas perdió treinta y siete aviones. Mientras, en el mismo periodo de tiempo la Fuerza Aérea del Frente de Crimea perdió 417 aviones. Entre 37 000 y 116 045 soldados soviéticos fueron evacuados por mar, de los cuales el 20 % resultaron heridos. Se estima que 162 282 quedaron atrás, muertos o capturados. 28 000 soldados soviéticos murieron y entre 147 000 y 170 000 fueron hechos prisioneros, pero según el historiador sueco Christer Bergström, entre los prisioneros había un gran número de civiles. Las bajas alemanas ascendieron a solo 7588 hombres en los XXX y XLII cuerpos, incluidos 1703 muertos o desaparecidos. Gastaron 6230 toneladas de municiones, perdiendo nueve piezas de artillería, tres cañones de asalto y entre ocho y doce tanques.
Varios grupos de supervivientes soviéticos se negaron a rendirse y siguieron luchando durante muchos meses, escondiéndose en las catacumbas de las canteras (véase Defensa de las canteras de Adzhimushkay). Muchos de estos soldados ocupaban las cuevas junto con numerosos civiles, que habían huido de la ciudad de Kerch.
Para el Alto Mando soviético (Stavka) había dos claros responsables de la debacleː el teniente general Dmitri Kozlov, comandante del Frente de Crimea, y Lev Mejlis, su comisario político. Este último, en particular, había demostrado durante la batalla una increíble incompetencia y cobardia, y había sido un molesto incordio para los oficiales superiores a los que supuestamente debía ayudar. El 8 de mayo, al inicio de la operación alemana Caza de la Avutarda, envió un mensaje a Stalin exonerandose de toda responsabilidad y echandole toda la culpa a Kozlov. Stalin respondióː «Usted está adoptando la curiosa posición de un observador neutral que no se hace responsable de los sucesos del Frente de Crimea. Es una posición muy cómoda, pero una posición que apesta. En el frente de Crimea usted no es un observador neutral sino un representante responsable de la Stavka, responsable de todos los hechos y fracasos del frente, y obligado a corregir los errores sobre la marcha». Después de la batalla tanto Kozlov como Mejils, junto con otros tres generales fueron destituidos de sus puestos. Además Mejils fue destituido del cargo de vicecomisario de defensa del pueblo y de jefe de la principal administración política del Ejército Rojo. Fue degradado en rango dos niveles a comisario de cuerpo y trasladado a un puesto de menor importancia en la retaguardia.